# 夢よ急げ -大阪国際女子マラソンイメージソング・アルバム-
『夢よ急げ -大阪国際女子マラソンイメージソング・アルバム-』（ゆめよいそげ おおさかこくさいじょしマラソンイメージソング・アルバム）は、2004年3月10日に発売されたTHE ALFEE20枚目のベスト・アルバム。

## 概要
1987年から2004年までの大阪国際女子マラソンのイメージソングが収録されている。
全18曲中11曲（DISC1全9曲とDISC2のTrack1・Track9）は、ポニーキャニオンの音源を使用。
リマスタリングにより、初期曲においては聞こえづらかった音がクリアになっている。

## 収録曲

### DISC.1
1. 夢よ急げ
本放送で用いられたオリジナル・ヴァージョンはアルバム『ALFEE』収録。
本作に収録されたヴァージョンは1991年発売ベスト・アルバム『THE ALFEE THE BEST』で再録したテイク。
《第6回イメージソング》
2. It's Alright
シングル「My Truth」カップリング曲。
《第7回イメージソング》
3. High-Heel Resistance
アルバム『DNA Communication』収録曲。
《第8回イメージソング》
4. FLOWER REVOLUTION
1990年表題曲。国際花と緑の博覧会イメージソングにも使用された。
《第9回イメージソング》
5. Arcadia
アルバム『ARCADIA』収録曲。
《第10回イメージソング》
6. Someday
シングル「Promised Love」カップリング曲。
《第11回イメージソング》
7. Running Wild
シングル「BELIEVE」カップリング曲。
《第12回イメージソング》
8. 風を追いかけて
シングル「もう一度君に逢いたい」カップリング曲。
《第13回イメージソング》
9. GLORY DAYS
シングル「LOVE NEVER DIES」カップリング曲。
《第15回イメージソング》

### DISC.2
1. LIBERTY BELL
アルバム『夢幻の果てに』収録曲。
《第14回（中止）・第16回イメージソング》
2. Beyond The Win
シングル「Brave Love 〜Galaxy Express 999」カップリング曲。
《第17回イメージソング》
3. Beginning of the Time
シングル「希望の鐘が鳴る朝に」カップリング曲。
《第18回イメージソング》
4. 自由になるために
シングル「NEVER FADE」カップリング曲。
《第19回イメージソング》
5. Change the wind
シングル「Juliet」カップリング曲。
《第20回イメージソング》
6. Chaosの世界
シングル「太陽は沈まない」カップリング曲。
《第21回イメージソング》
7. 孤独な世代
アルバム『THE BEST 1997-2002 〜aprés Nouvelle Vague〜』ボーナストラック。
《第22回イメージソング》
8. 夜明けの星を目指して 〜Marathon Version〜
シングル「希望の橋」カップリング曲をマラソン用にアレンジした楽曲。
アレンジされた為、本作の中で唯一、新規音源。本作しか収録されていない。
《第23回イメージソング》
9. (BONUS TRACK)モーツァルト:ピアノ協奏曲第21番 ハ長調 KV467 〜LIBERTY BELL
アルバム『THE ALFEE CLASSICS II』収録曲。
《第16回のCM前のアイキャッチで使用されたInstrumental》